# حلقه‌زایی دو قطبی ۱ و ۳
حلقه‌زایی دو قطبی ۱ و ۳ یک واکنش شیمیایی میان یک دوقطبی ۱و ۳ و یک دی-پولاروفیل برای تشکیل یک حلقهٔ ۵ عضوی است. نخستین حلقه‌زایی‌های دو قطبی در اواخر سدهٔ ۱۹ میلادی تا آغاز سدهٔ ۲۰ میلادی پس از کشف دو قطبی‌های ۱ و ۳ توضیح داده شد. سازوکار واکنش و کاربردهای سنتز آلی آن در دههٔ ۱۹۶۰ در طی کارهای رالف هیوسگن توضیح داده شد. از این رو گاهی به این واکنش، حلقه‌زایی هیوگسن می‌گویند.